# Zeehazen
Zeehazen zijn weekdieren uit de clade Aplysiomorpha die behoren tot de slakken (Gastropoda).

## Beschrijving
Ze hebben een klein, plat en dun huisje, dat weinig ontwikkeld is en verborgen ligt onder brede mantelplooien. Ze bezitten een goed ontwikkelde kop met 2 paar tentakels, waarvan een paar dient voor het zoeken van de weg en het betasten van voedsel. De beide andere tentakels staan overeind en vertonen veel overeenkomsten met hazenoren. De ogen bevinden zich voor de achterste voelers. Centraal op de rug bevindt zich de schildvormige mantel, met een licht gewelfde en soms geheel met hoorn bedekte en dikwijls verkalkte schelp. De mantelholte eindigt van achteren in een korte buis, waardoor het water bij de kieuw komt.

## Leefwijze
Zeehazen zijn zeer goede zwemmers, hoewel ze dat zelden doen.
Wanneer het dier over stenen en wieren kruipt, is zijn lichaam dik en de huid gespannen. Bij gevaar scheidt hij een grote hoeveelheid donkerviolette vloeistof af, die zich gelijkmatig in het water verdeelt en het dier nagenoeg onzichtbaar maakt. Deze vloeistof bezit giftige eigenschappen en verspreidt een walgelijke geur.

## Verspreiding en leefgebied
Ze leven in wier- en zeegrasvelden en eten grote, vlezige zeewieren. Ze komen voor in de Atlantische Oceaan.

## Taxonomie
De clade is als volgt onderverdeeld:
- Superfamilie Aplysioidea Lamarck, 1809
  - Familie Aplysiidae Lamarck, 1809
    - Onderfamilie Aplysiinae Lamarck, 1809
    - Onderfamilie Dolabellinae Pilsbry, 1895
    - Onderfamilie Dolabriferinae Pilsbry, 1895
    - Onderfamilie Notarchinae Mazzarelli, 1893
- Superfamilie Akeroidea Mazzarelli, 1891
  - Familie Akeridae Mazzarelli, 1891